# Cosas de enamorados
Cosas de Enamorados es el decimoctavo álbum de estudio del cantautor mexicano Juan Gabriel, lanzado al mercado por Ariola Records el 25 de mayo de 1982. El álbum está formada en la parte de las lista de los 100 discos que debes tener antes del fin del mundo, publicada en 2012 por Sony Music.

## Lista de canciones
- Todas las canciones escritas y compuestas por Juan Gabriel.

| Cosas de enamorados |                           |              |          |  |
| N.º                 | Título                    | Escritor(es) | Duración |  |
| 1.                  | «Ya lo sé que tú te vas»  | Juan Gabriel | 3:43     |  |
| 2.                  | «Si quieres»              | Juan Gabriel | 4:12     |  |
| 3.                  | «Es mejor»                | Juan Gabriel | 2:52     |  |
| 4.                  | «Noche a noche»           | Juan Gabriel | 2:57     |  |
| 5.                  | «Un amor»                 | Juan Gabriel | 3:35     |  |
| 6.                  | «Insensible»              | Juan Gabriel | 2:47     |  |
| 7.                  | «Tú me dijiste adiós»     | Juan Gabriel | 3:14     |  |
| 8.                  | «Una vez más»             | Juan Gabriel | 3:09     |  |
| 9.                  | «No me vuelvo a enamorar» | Juan Gabriel | 3:19     |  |
| 10.                 | «Cosas de enamorados»     | Juan Gabriel | 3:26     |  |
| 33:17               |                           |              |          |  |